# Kapitał kariery
Kapitał kariery – jedna z form kapitału ludzkiego; pojęcie z dziedziny psychologii pracy i organizacji, oznaczające postrzeganą przez podmiot wartość zasobów osobistych (kompetencji), które umożliwiają ustanawianie, a także podtrzymywanie zdolności zatrudnieniowej jednostki.
Są to wszelkie zgromadzone w ciągu edukacji, pracy, doświadczenia życiowego, społecznego oraz kulturowego kompetencje jednostki, przydatne w ustanawianiu i rozwoju kariery, które wynikają z jej zainteresowań i preferencji, uczestnictwa w procesie edukacji, podejmowanej pracy zawodowej, a także z możliwości, jakie daje status socjoekonomiczny jednostki. Kapitał kariery odzwierciedla w umyśle osoby diagnozę i prognozę nagromadzonych zasobów osobowych.
Celem gromadzenia kapitału kariery jest zabezpieczenie przyszłych zwrotów poniesionych inwestycji. Zwroty te mogą przybrać postać wypłat takich jak bezpieczeństwo, satysfakcja, status socjoekonomiczny, długotrwałe zatrudnienie, autonomia.

## Wymiary kapitału kariery
W skumulowanym przez jednostkę kapitale kariery wyróżnić można dwa wymiary:
- obiektywny, czyli liczba możliwych do zidentyfikowania faktów i zdarzeń istotnych z punktu widzenia realizacji kariery zawodowej,
- subiektywny, czyli własne przekonanie jednostki dotyczące jakości kapitału, jej zadowolenie ze zgromadzonego kapitału oraz przeświadczenie o jego wartości.

Kapitał kariery dzieli się na cztery podstawowe rodzaje: edukacyjny, doświadczenia zawodowego, przedsiębiorczości i językowy.

## Inwestowanie i odnawianie kapitału kariery
Kapitał kariery może narastać, jak i tracić na wartości, może on również zostać wymieniony na „świeży” kapitał. Wyjściowe kompetencje oraz doświadczenia (istniejące w początkowej fazie kariery) z biegiem czasu podlegają degradacji, dezaktualizują się, co w konsekwencji sprawia, że ich wkład w kapitał kariery stopniowo maleje. Kapitał, który traci na wartości, przejawia się w efekcie plateauingu, powszechnym w tradycyjnych modelach karier biurokratycznych. Efekt ten oznacza poczucie wyczerpywania się ścieżki rozwoju kariery. Kompetencje zakumulowane w ramach kapitału kariery nie stają się jednak zupełnie bezużyteczne, wciąż mogą być wykorzystywane do poszukiwania nowej pracy czy konstruowania nowego kapitału kariery. Kapitał kariery można odnawiać poprzez nieustanne inwestycje w rozwój wchodzących w jego skład kompetencji, które podejmuje się w miarę realizowania spłat uprzednio zgromadzonego kapitału oraz stopniowo zdobywanego doświadczenia. Jeżeli inwestowanie w nowy kapitał kariery przynosi oczekiwane skutki, wówczas po okresie plateau jednostka natychmiast przechodzi do kolejnego projektu zatrudnieniowego. Jeżeli jednak inwestowanie w kapitał kariery jest zaniechane i przejście do kolejnego projektu jest niemożliwe, wtedy jednostka przechodzi do czasowej niepełnosprawności, co jest jednoznaczne z redukcją zdolności zatrudnieniowej oraz pojawieniem się poczucia niedopasowania jednostki do wymagań rynku pracy. W tym czasie jednostka pozostaje bezrobotna bądź podejmuje inicjatywę odbudowania i uzupełnienia swojego kapitału kariery. 

## Portfolio kariery i strategie inwestycyjne w kapitał kariery
Portfolio kariery to narzędzie akumulacji oraz odnawialności kapitału kariery. Są to wszystkie inwestycje podejmowane przez jednostkę, które ujmuje w planach rozwoju kariery, czyli w planach rozwoju zawodowego personalnego, społecznego, rodzinnego, organizacyjnego – instytucjonalnego. Z perspektywy subiektywnej portfolio jest planowanym źródłem kompetencji  mających mieć wymierną wartość komercyjną na rynku. Współczesne portfolia tzw. "karier efektywnych" konstruowane są wokół kategorii zatrudnienia, a nie kategorii  pracy. Dawne portfolia tzw. "karier zawodowych" zakładały, że najważniejszą akcją kariery jest inwestycja w wybór zawodu, pracodawcy, podjęcie pracy i utrzymanie pracy. Dzisiaj liczba elementów, które jednostka chce lub musi uwzględnić w portfolio, jest tak duża, że ich kombinacja stwarza niepowtarzalne wzory karier dla poszczególnych osób. Nie ma uniwersalnego wzorca kariery gwarantującego sukces dla wszystkich.
Pojęcie portfolio kariery podkreśla poszukiwanie siebie, czyli rozwój kariery bardziej poprzez zaangażowanie indywidualne niż działanie wspólnotowe. Z drugiej jednak strony portfolio kariery jako planowanie poszukiwania siebie spina różne domeny instytucjonalne życia jednostki, tj. stanowisk pracy, zawodów, firm, instytucji społecznych, systemów certyfikacji itd. 

## Strategie inwestycji w karierę
- Strategia teraźniejszościowa - nastawiona na bezpośrednie korzyści i bezzwłoczny zwrot nakładów (wysiłku). Grupę stosującą tę strategię można nazwać eksploratorami kapitału kariery. Rekrutują się oni najczęściej spośród zwolenników tradycyjnego kapitału kariery i tradycyjnego kontraktu psychologicznego. Grupa ta jest raczej nastawiona roszczeniowo i pasywnie.
- Strategia inwestycyjna - nastawiona na przyszłe zyski w karierze rozumianej jako harmonia licznych domen życia (pracy rodziny rozrywki, aktywności społecznej). Grupę stosującą tę strategię można nazwać eksperymentatorami odłożonej konsumpcji. Grupa ta rekrutuje się spośród osób otwartych na zmiany wykazujących zachowania pro aktywne, przybliżające do wyznaczonych celów dających jednostce satysfakcję.
- Strategie wykalkulowane i nastawione na osiągnięcie z góry ustalonych celów.
- Strategie spontaniczne wynikające z orientacji na przypadek, satysfakcję, ciekawość, głębsze poznanie sensu życia.
- Strategia polegająca na angażowaniu się w tworzenie nowej formy przedsiębiorczości i nowego zawodu.
- Strategia polegająca na inwestowaniu w określony obszar życia społecznego jak sektor usług socjalnych, pomoc non profit ludziom społecznie upośledzonym etc.